# Судьбодаровский сельсовет

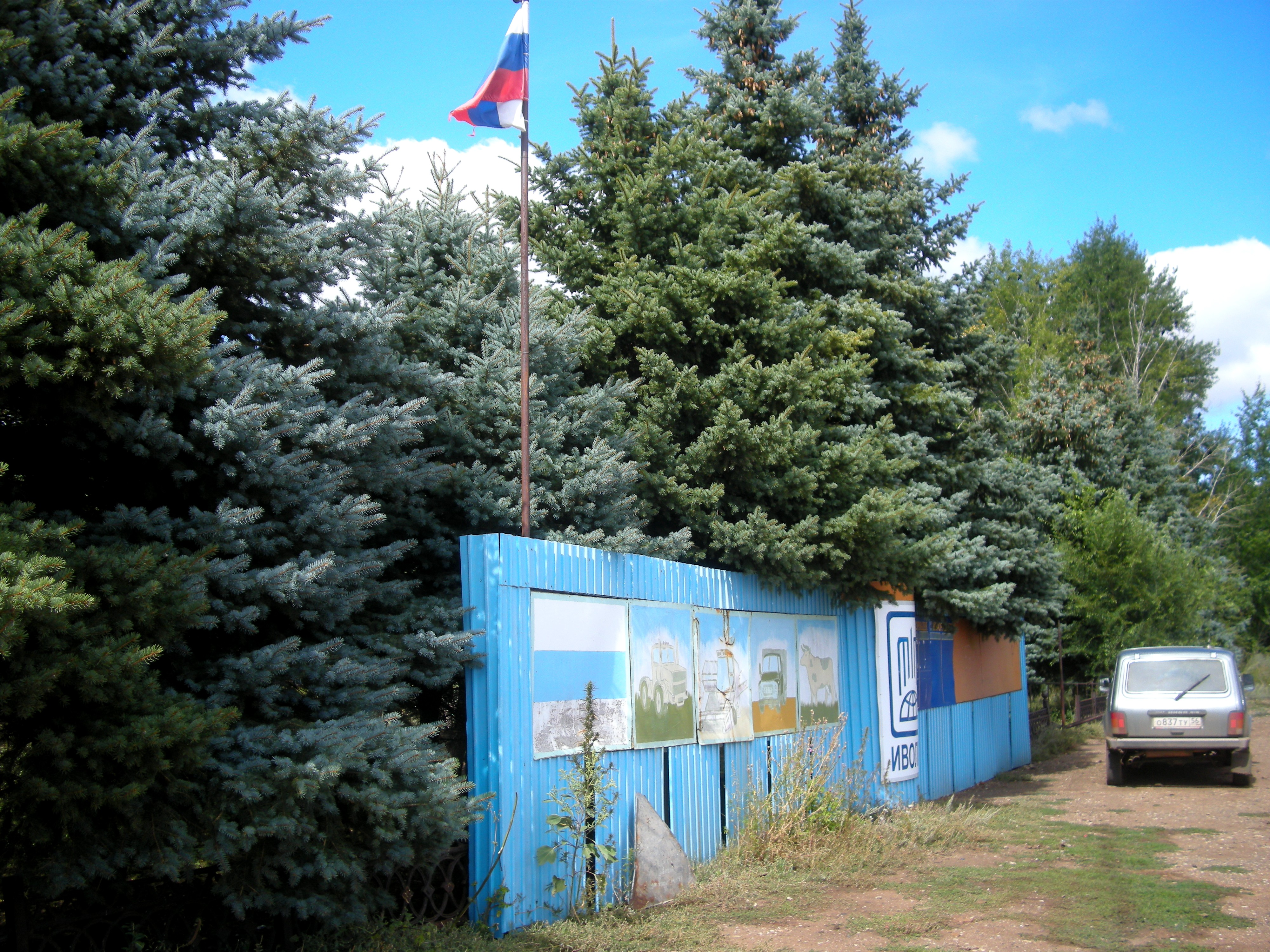
Судьбодаровка

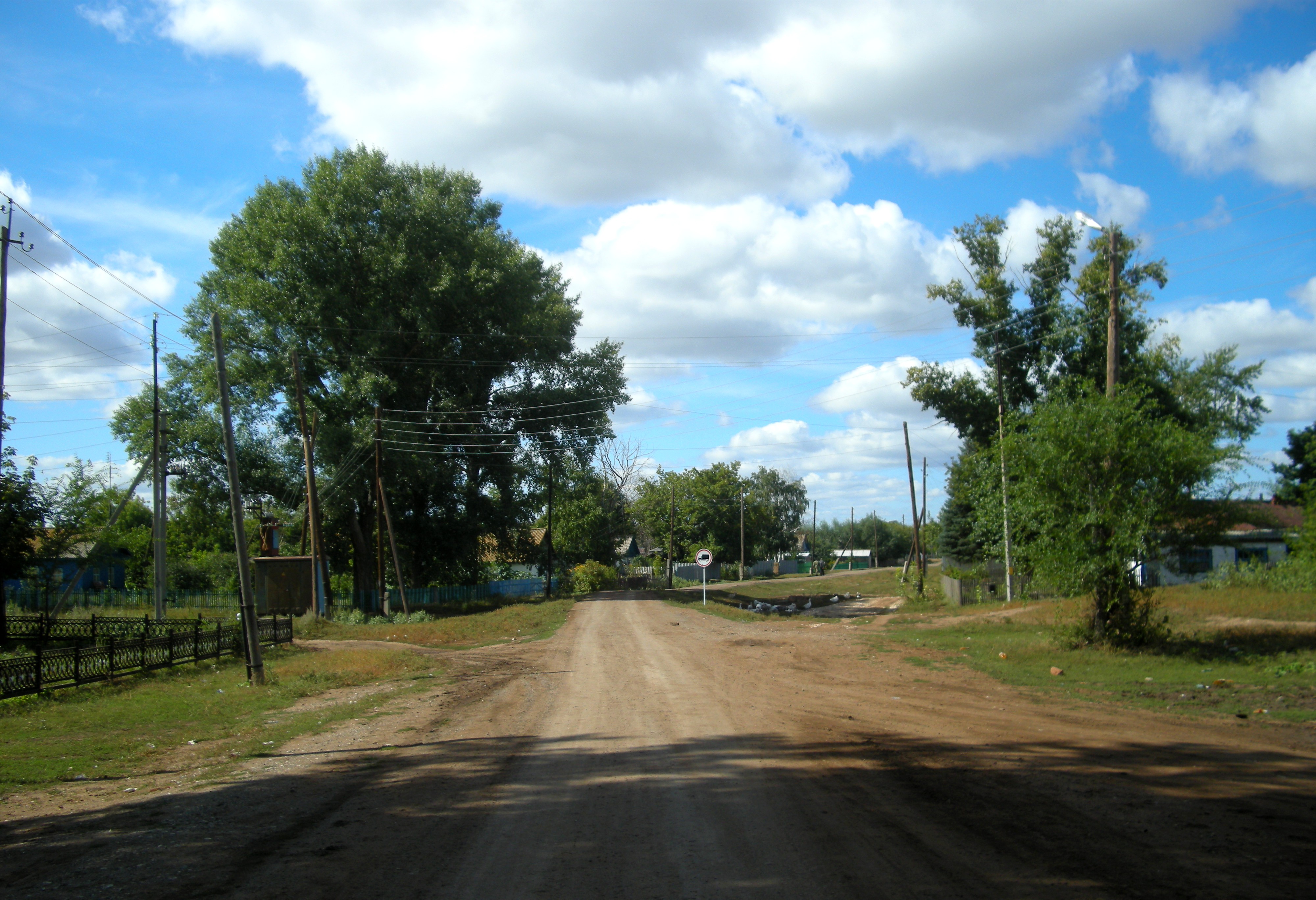
Судьбодаровка

Судьбодаровский сельсовет — сельское поселение в Новосергиевском районе Оренбургской области Российской Федерации.
Административный центр — село Судьбодаровка.

## История
Статус и границы сельского поселения установлены Законом Оренбургской области от 9 марта 2005 года № 1906/314-III-ОЗ «О муниципальных образованиях в составе муниципального образования Новосергиевский район Оренбургской области»

## Население
| 2010  | 2012  | 2013  | 2014  | 2015  | 2016  | 2017  |
| ----- | ----- | ----- | ----- | ----- | ----- | ----- |
| 1336  | ↘1335 | ↘1303 | ↘1290 | ↘1282 | ↘1263 | ↘1225 |
| 2018  | 2019  | 2020  | 2021  |       |       |       |
| ↘1195 | ↘1178 | ↘1146 | ↘1126 |       |       |       |

## Состав сельского поселения
| № | Населённый пункт | Тип населённого пункта       | Население |
| - | ---------------- | ---------------------------- | --------- |
| 1 | Ахмерово         | село                         | 162       |
| 2 | Камышка          | село                         | 175       |
| 3 | Нижний Кунакбай  | посёлок                      | 54        |
| 4 | Новоахмерово     | село                         | 116       |
| 5 | Приуранка        | село                         | 102       |
| 6 | Судьбодаровка    | село, административный центр | 727       |